# 友谊街道 (湛江市)
友谊街道，是中华人民共和国广东省湛江市霞山区下辖的一个乡镇级行政单位。

## 行政区划
友谊街道下辖以下地区：
建新社区、海港社区、港南社区、龙画村、石头村、仙塘村、宝满村、调罗村和北月村。